# Pusakajaya (Pusakajaya)
Pusakajaya is een bestuurslaag in het regentschap Subang van de provincie West-Java, Indonesië. Pusakajaya telt 10.025 inwoners (volkstelling 2010).